# Wenend kindje
Wenend kindje is vermoedelijk een fragment uit een ontwerp voor een grafbeeld gemaakt door Jan Pieter Bauscheit I (1669-1792) en dateert van circa 1683. Het terracotta beeld is afkomstig uit de privécollectie van Antwerps verzamelaar Charles Van Herck (1884-1955).

## Situering
Charles Van Herck schreef het werk toe aan Jan Pieter Bauscheit I. Dit omwille van de gelijkenissen met de graftombe van Abraham van den Greyn waarop zich twee gelijkaardige figuren bevinden en die de signatuur draagt van Bauscheit I. Deze graftombe bevindt zich in de Sint-Pauluskerk te Antwerpen en wordt geflankeerd door twee gelijkaardige engeltjes op het voetstuk van het epitaaf.
Tussen 1996 en 1997 kocht de Koning Boudewijnstichting via zijn Erfgoedfonds de verzameling van Charles Van Herck. waaronder ook dit beeld. Hierdoor raakte de collectie niet verspreid. Na aankoop gaf het de terracottabeelden in bewaring aan het Koninklijk Museum voor Schone Kunsten Antwerpen.